# Irmgard Egert
Irmgard Egert   (Mainz-Kostheim, 26 d'abril de 1932) és una atleta alemanya, ja retirada, especialista en curses de velocitat, que va competir durant la dècada de 1950.
En el seu palmarès destaca una medalla de plata en els 4x100 metres del Campionat d'Europa d'atletisme de 1954. Formà equip amb Charlotte Böhmer, Irene Brutting i Maria Sander. Va guanyar el campionat nacional de la República Federal Alemanya dels 4x100 metres el 1953 i 1955. En pista coberta guanyà els campionats nacionals dels 60 metres el 1954 i del relleu 4×1 volta de 1954 a 1956.

## Millors marques
- 100 metres. 12.0" (1955)
- 200 metres. 25.2" (1956)[5]